# Polonia w Argentynie
Polonia w Argentynie – Argentyńczycy pochodzenia polskiego. Ich liczbę szacuje się na ok.2,000,000. osób.

## Historia
Prawdopodobnie pierwszymi Polakami na ziemi argentyńskiej byli uczestnicy wojen napoleońskich, którzy w Ameryce włączyli się w walki wyzwoleńcze. Żołnierze polscy walczyli też w wojnie Argentyny z Paragwajem. Powstańcy styczniowi, którzy znaleźli się w Argentynie, utworzyli w 1890 roku Towarzystwo Polskie – pierwszą polonijną organizację w Ameryce Łacińskiej.
W 1905 roku do Argentyny przybyła duża grupa robotników, którzy zostali zmuszeni do wyjazdu po stłumieniu przez władze rosyjskie protestów w Królestwie Polskim. Skupili się oni w Buenos Aires, gdzie zakładali towarzystwa samopomocowe i zainicjowali wydawanie polskojęzycznej prasy. W XIX wieku emigrowali do Argentyny także uczeni m.in. geolodzy znajdujący zatrudnienie w argentyńskim przemyśle naftowym.
Obok emigracji inteligenckiej i miejskiej, trwała też emigracja chłopska, której początkiem było osiedlenie się 14 rodzin z Małopolski w prowincji Misiones, który to stan jest dziś centrum ruchu polonijnego w Argentynie. Początkowo zajmowali się uprawą herbaty i yerba mate.
W tym okresie przybyli m.in. Jan Szychowski i Jan Czajkowski.
Nasilenie emigracji miało miejsce w okresie międzywojennym, kiedy w Argentynie osiedliło się ok. 150 tys. obywateli polskich (wśród nich też liczni Żydzi i Ukraińcy). W tym okresie przybył m.in. Florian Czarnyszewicz, działacz polonijny i prozaik. Po odzyskaniu przez Polskę niepodległości utworzono w Argentynie regularne przedstawicielstwa polskie: w 1922 roku poselstwo w Buenos Aires, w 1934 roku agencje konsularne w Posadas (stolicy stanu Misiones) i Santa Fe.
Wsparcie przez władze polskie umożliwiło prężny rozwój ruchu polonijnego i powstanie licznych organizacji kombatanckich, kulturalnych, samopomocowych. Powstała też Izba Handlowa Polsko-Argentyńska.
Podczas II wojny światowej argentyńska Polonia ofiarnie wspomagała walczącą Polskę poprzez zbiórki pieniędzy, wysyłkę paczek do jeńców, udzielanie schronienia uchodźcom. Dwa tysiące Argentyńczyków polskiego pochodzenia zaciągnęło się na ochotnika do Wojska Polskiego.
Skutkiem wydarzeń II wojny światowej była kolejna fala emigracyjna, licząca ok. 200 tys. osób, głównie byłych żołnierzy sił alianckich.
Obecnie życie polonijne w Argentynie jest bardzo aktywne. Związek Polaków w Argentynie zrzesza 34 organizacje polonijne z całego kraju. Ukazuje się kilka tytułów prasowych m.in. Głos Polski istniejący nieprzerwanie od 1922 roku. Opiekę duszpasterską sprawuje Polska Misja Katolicka w Argentynie, a centrum religijnym jest miejscowość Martin Coronado.
Od 1995 roku dzień 8 czerwca świętuje się w Argentynie jako Dzień Osadnika Polskiego.

## Polacy związani z Argentyną
- Jerzy Bekier
- Ryszard Białous
- Robert Adolf Chodasiewicz
- Florian Czarnyszewicz
- Witold Gombrowicz
- Teofil Iwanowski
- Marzenka Novak
- Jan Szychowski